# بقلة الماش
المَاشُ أو المَجُّ أو المَجَّةُ أو المُجَاجُ أو اللوبياء الشعاعية وفي اليمن تسمى دِجْرة (الاسم العلمي:Vigna radiata) (بالإنجليزية: Mung bean)‏ هي نوع من النباتات يتبع جنس اللوبياء من الفصيلة البقولية. وهو محصول نباتي زراعي من البقوليات ينحدر أصله من شبه قارة الهند وكانت تنتشر زراعته في الهند وباكستان والصين وتايلاند والفلبين وإندونيسيا وبورما وبنغلاديش وفيتنام ولاوس وكمبوديا وثم انتشرت زراعته في جنوب أوروبا وفي جنوب الولايات المتحدة وهو مكون من مشهيات وقرص حلو، وتشبه في شكلها البازلاء.